# Gmina Wełes
Gmina Wełes (mac. Општина Велес) – gmina w centralnej Macedonii Północnej.
Graniczy z gminami: Czaszka od południowego zachodu, Gradsko od południowego wschodu, Łozowo od wschodu, Sweti Nikołe od północnego wschodu, Petrowec od północy oraz z Zełenikowo od północnego zachodu.
Skład etniczny
- 84,86% – Macedończycy
- 4,37% – Boszniacy
- 4,17% – Albańczycy
- 3,13% – Turcy
- 1,45% – Romowie
- 0,98% – Serbowie
- 0,62% – Arumuni
- 0,42% – pozostali

W skład gminy wchodzą:
- Miasto: Wełes
- 30 wsi: Babuna, Baszino Seło, Bełesztewica, Buzałkowo, Czałoszewo, Crkwino, Dżidimirci, Dołno Kałaslari, Dołno Orizari, Gorno Kałaslari, Gorno Orizari, Iwankowci, Karabunjiszte, Kłukowec, Kruszje, Kumarino, Ługunci, Mamutczewo, Nowaczani, Nowo Seło, Oraowec, Otowica, Rasztani, Rlewci, Rudnik, Słp, Sliwnik, Sojaklari, Sopot, Wetersko.